# Cai Xuetong
Cai Xuetong (chinesisch 蔡雪桐; * 26. September 1993 in Harbin) ist eine chinesische Snowboarderin, die im Jahr 2009 Halfpipe-Juniorenweltmeisterin wurde und in den darauffolgenden Wintern mehrere Weltcupsiege erreichte.

## Werdegang
Der erste von der FIS organisierte Wettkampf, an dem Cai teilnahm, war ein Asia-Cup-Rennen im Dezember 2008. Die zu diesem Zeitpunkt 15-jährige Chinesin belegte dort den vierten Rang. Wenig später startete sie bei den Snowboard-Weltmeisterschaften 2009 im südkoreanischen Gangwon, wo sie sich als 27. im hinteren Mittelfeld platzierte. Noch im gleichen Winter errang sie in Nagano den Titel der Juniorenweltmeisterin, indem sie die Spanierin Queralt Castellet im Finale mit deutlichem Abstand auf den zweiten Rang verwies. In der darauffolgenden Saison 2009/10 debütierte Cai im Weltcup und kam im November 2009 bereits bei ihrem zweiten Wettkampf in Saas-Fee als Zweite auf das Podest. Im Rahmen dieses Wettkampfes, der den Beginn des olympischen Winters markierte, äußerte sich die 16-jährige Chinesin zuversichtlich im Hinblick auf die Olympischen Winterspiele in Vancouver: Sie werde weiter viel trainieren und hoffe darauf, bei Olympia eine großartige Leistung zeigen zu können.
Im weiteren Saisonverlauf hielt Cai ihre Ergebnisse auf dieser Ebene und konnte im Januar 2010 in Stoneham ihren ersten Weltcupsieg erzielen. Dabei kam ihr zugute, dass an dem Wettkampf nur 14 Athletinnen teilnahmen und die drei Chinesinnen daher den Wettkampf dominierten. Nach dem ersten Durchgang war Cai noch hinter ihren zwei Jahre älteren Teamkolleginnen Sun Zhifeng und Chen Xu auf Rang drei platziert; im zweiten Lauf zeigte sie Sprünge, die ebenso hoch waren wie die der männlichen Halfpipe-Sportler, wodurch sie den Wettkampf für sich entschied. Beim letzten vorolympischen Weltcup in Calgary klassierte sich Cai als Zweite hinter ihrer Landsfrau Sun, damit entschied sie auch den Halfpipe-Disziplinenweltcup mit 3040 Punkten für sich. Weniger erfolgreich endete die Olympiapremiere der 16-Jährigen. In Vancouver verpasste sie die Qualifikation für das Finale und belegte schließlich die 23. Position.
Beim Auftakt zum Weltcup 2010/11 schnitt Cai wieder erfolgreich ab: In Saas-Fee, wo sie ein Jahr zuvor zum ersten Mal auf dem Podium gestanden hatte, gewann sie nun ihr zweites Weltcuprennen vor ihrer Teamkollegin Sun Zhifeng. Bei den Snowboard-Weltmeisterschaften 2011 in La Molina kam sie auf den sechsten Platz. Bei der folgenden Winter-Universiade 2011 in Erzurum holte sie die Goldmedaille. Es folgten im Februar 2011 weitere Weltcupsiege in Stoneham und Calgary. Die Saison beendete sie wie im Vorjahr auf dem ersten Platz in der Halfpipewertung und erstmals auf dem ersten Rang im Freestyleweltcup. In der folgenden Saison siegte sie in Cardrona und in Stoneham und gewann erneut den Halfpipe und den Freestyleweltcup.
In der Saison 2013/14 kam Cai in Cardrona auf den zweiten Platz. Bei ihrer ersten Olympiateilnahme 2014 in Sotschi erreichte sie den sechsten Platz. Bei den Snowboard-Weltmeisterschaften 2015 in Kreischberg wurde sie Weltmeisterin in der Halfpipe. Im Februar 2015 gewann sie Gold bei der Winter-Universiade 2015 in Sierra Nevada. Beim letzten Weltcuprennen in der Saison 2014/15 in Park City belegte sie den dritten Platz und erreichte den dritten Platz im Halfpipe-Weltcup. Zu Beginn der Saison 2015/16 holte sie in Cardrona ihren siebten Weltcupsieg. Im Januar 2016 holte sie bei den Winter-X-Games in Aspen die Bronzemedaille im Superpipe-Wettbewerb. Beim Weltcup in Sapporo holte sie ihren zweiten Weltcupsieg in der Saison und gewann damit auch den Halfpipe-Weltcup. Im März 2016 kam sie bei den Burton US Open in Vail auf den zweiten Platz und errang zum Saisonende den zweiten Platz im Freestyle-Weltcup und den ersten Rang im Halfpipe-Weltcup. Nach Platz zwei bei der US Revolution Tour in Copper Mountain zu Beginn der Saison 2016/17, errang sie beim Weltcup in Copper Mountain, in Laax und in Pyeongchang jeweils den dritten Platz und erreichte damit den vierten Platz im Halfpipe-Weltcup. Bei den Winter-X-Games 2017 gewann sie die Silbermedaille. Im Februar 2017 gewann sie bei den Winter-Asienspielen 2017 in Sapporo die Silbermedaille. Im folgenden Monat holte sie bei den Snowboard-Weltmeisterschaften in Sierra Nevada die Goldmedaille. In der Saison 2017/18 erreichte sie, mit Platz drei im Secret Garden Resort und Platz zwei in Laax, den achten Platz im Freestyle-Weltcup und den dritten Rang im Halfpipe-Weltcup. Bei den Winter-X-Games 2018 in Aspen und bei den Olympischen Winterspielen 2018 in Pyeongchang wurde sie jeweils Fünfte.
Nach Platz drei in Copper Mountain zu Beginn der Saison 2018/19, siegte sie im Secret Garden Skiresort und in Mammoth. Zudem errang in Calgary den zweiten Platz und gewann damit den Halfpipe-Weltcup. Im Freestyle-Weltcup wurde sie Dritte. Bei den Winter-X-Games 2019 holte sie die Bronzemedaille und bei den Snowboard-Weltmeisterschaften 2019 in Park City die Silbermedaille. Anfang März 2019 kam sie bei den US Open in Vail auf den dritten Platz. In der Saison 2019/20 gewann sie mit je zwei zweiten und ersten Plätzen, den Freestyle und den Halfpipe-Weltcup. Zudem siegte sie bei den Burton US Open und belegte bei den Winter-X-Games 2020 den vierten Platz. Zu Beginn der Saison 2021/22 siegte sie beim Weltcup in Copper Mountain und errang bei der Winter Dew Tour in Copper Mountain den dritten Platz. Es folgte der zweite Platz beim Weltcup in Mammoth und zum Saisonende erneut der erste Plätz im Halfpipe-Weltcup. Bei den Olympischen Winterspielen 2022 in Peking wurde sie Vierte.